# Bola de Nieve
Ignacio Jacinto Villa Fernandez, né le 11 septembre 1911 à Guanabacoa et mort le 2 octobre 1971 à Mexico, plus connu sous le nom de Bola de Nieve (« Boule de neige »), est un chanteur, compositeur et pianiste cubain. Il est probablement, avec Benny Moré et Arsenio Rodriguez, un des artistes les plus géniaux que l'île de Cuba ait produit.
Son surnom lui aurait été donné par Rita Montaner qu'il a accompagné au piano.

## Biographie
Villa s'est d'abord fait connaître au Mexique. Il n'a connu le succès que plus tard dans son pays natal. Il a ensuite conquis le public de l'Amérique latine, des États-Unis, de France et de nombreux autres pays, grâce à sa façon inimitable de se présenter sur scène : "Je ne chante ni n'interprète les chansons, je suis" ("Yo no canto canciones ni las interpreto, yo soy").  Dans un style très personnel, il réussit à communiquer son message de manière ingénieuse à la manière des vieux conteurs. En chantant, il racontait parfois de vieilles histoires, où apparaissaient différents personnages qu'il incorporait magistralement, pour lesquelles il se préparait en tant qu'acteur.
Bola de Nieve chantait principalement en espagnol et quand on lui demandait d'où il venait, il se définissait comme un hispano-américain. Il a également chanté en anglais, en français, en italien, en catalan et en portugais.
Entre 1951 et 1958 il effectue plusieurs tournées en France, où il se produit pour la première fois au Chez Florence à Paris, en 1951. En 1953 il sera à Copenhague ; en 1956, il donne un récital dans la Salle des Amériques de l'Union panaméricaine à Washington , où il inaugure les concerts d'été de cette institution ; la presse l'a décrit comme un "maître de la chanson cubaine". Il visite Nice, Rome, Venise et Milan en 1957 ; plus tard le Danemark.
À La Havane, le cabaret « El Monseigneur » deviendra son port d’attache jusqu’à la fin de ses jours.
Il meurt d’une crise cardiaque à Mexico, première étape d’une tournée latino-américaine qui devait le conduire à Lima, ville qu’il aimait particulièrement. L’écrivain Nicolás Guillén prononcera l’éloge funèbre face à une immense et inconsolable foule rassemblée pour rendre un dernier hommage au chanteur.
Villa était homosexuel. Il n'a jamais été l'objet de persécutions des homosexuels durant les premières décennies du gouvernement révolutionnaire ; en fait, il soutenait le gouvernement socialiste. Son orientation sexuelle n'a été rendue publique qu'après sa mort.
Certaines de ses chansons, notamment Ay, Amor, ont été reprises dans certaines des bandes originales des films de Pedro Almodóvar.

## Chansons
Voici quelques-unes des chansons que Bola a écrites et/ou interprétées :
- Ay, mamá Inés (1927), Eliseo Grenet
- Mama perfecta, Anonyme du XIXe siècle
- Mésié Julian (1943), Armando Oréfiche
- El Manisero (1928), Moisés Simóns
- Bito Manué, tu no sabes inglé (1930), Nicolás Guillén et Emilio
- Ñango mambo, Armando Oréfiche
- Drume negrita, Emilio Grenet
- No puedo ser feliz, Adolfo Guzmán
- Chivo que rompe tambo, Moisés Simmons
- La vie en rose (1945), Édith Piaf
- Ay, amor, Ignacio Villa
- Si me pudieras querer (1936), Ignacio Villa
- La Flor de la canela (1950)[5], Arturo Granada